# Ann Todd
Ann Todd (rozená Ann Todd Phillips, později Ann Basart nebo Ann Phillips Basart; 26. srpna 1931 Denver – 7. února 2020 Berkeley) byla americká dětská herečka. Ve čtyřech filmech byla uváděna jako Ann E. Todd. V dospělosti se stala knihovnicí se specializací na hudbu na Kalifornské univerzitě v Berkeley.

## Mládí
Todd se narodila v roce 1931 v Denveru v Coloradu. Měla mladšího bratra Stephena a byla vzdálenou příbuznou Mary Todd Lincoln.
Kvůli těžkostem velké hospodářské krize ji vychovávali prarodiče z matčiny strany. Její adoptivní jméno bylo Ann Todd Mayfield. V roce 1942 byla Todd hospitalizována v kritickém stavu, když se jí po pořezání nohy při hře na dvorku objevila otrava krve.

## Filmová kariéra
Todd debutovala ve filmu Zaza (1939) režiséra George Cukora. Během své 14leté kariéry se objevila téměř ve 40 filmech po boku hvězd jako Ingrid Bergman, Leslie Howard, Shirley Temple, James Stewart, John Garfield, Bette Davis, Barbara Stanwyck a Marlene Dietrich. Kvůli podobnosti svého jména se zavedenou britskou herečkou Ann Todd přidala ke svému jménu iniciálu „E.“
V letech 1950 až 1953 pravidelně účinkovala v seriálu The Stu Erwin Show.
V pozdějším životě se stala učitelkou a knihovnicí.

## Knihovnická a akademická kariéra
Po absolvování Kalifornské univerzity v Los Angeles navštěvovala Kalifornskou univerzitu v Berkeley, kde v roce 1958 získala magisterský titul v oboru knihovnictví a v roce 1960 titul Master of Arts. Od roku 1960 působila jako referenční knihovnice na své alma mater. Mezi její úspěchy patřilo založení a redigování zpravodaje knihovny Cum Notis Variorum, který si získal značnou reputaci. Basart také psala recenze pro publikaci Notes Music Library Association a působila jako její redaktorka recenzí hudby a recenzí knih. Učila na San Francisco College for Women a na Kalifornské univerzitě v Berkeley.
V roce 1984 založila nakladatelství Fallen Leaf Press, které vydávalo referenční knihy o hudbě a notové záznamy soudobé americké komorní hudby. Činnost ukončila v roce 2000.
V roce 1993 byla Music Library Association oceněna za celoživotní dílo.